# Talitha Diggs
 Talitha Diggs (New Brunswick, 22 de agosto de 2002) é uma velocista norte-americana especialista nos 400 m rasos, campeã mundial no revezamento 4x400 metros. 
Ganhou a medalha de ouro no Campeonato Mundial de Atletismo de 2022, em Eugene, com  Abby Steiner,  Britton Wilson e Sydney McLaughlin.